# 海洋所异胸虾
海洋所异胸虾（学名：Sternostylus iocasicus）一种于西太平洋麦哲伦海山和加洛林板塊海域发现的十足目鎧甲蝦類，隶属于异胸虾科异胸虾属。本种是中国科学院海洋研究所（IOCAS）利用“发现”号rov深海机器人（水下缆控潜水器）所发现。研究期间适逢中国科学院海洋研究所建所70周年，故以海洋所的英文缩写命名。
海洋所异胸虾成体长约18厘米，头胸甲胄区长有六边形排列的刺，螯足和步足细长，长有6或7列尖刺。生活在1200米水深的海底，栖息在丑柳珊瑚（Primnoidae）上。